# Ліогель
Ліоге́ль (драглі) (рос. лиогель (студень); англ. lyogel; нім. Lyogel n) — структуровані системи полімер—розчинник, що утворюються при сильному набряканні зшитого полімеру; відтак, це багатий на рідину гель, якому притаманні великі оборотні деформації завдяки скріплювальним структуру лабільним зв'язкам між частинками.